# 醫療法
醫療法（medical law；醫事法）是法律的一個分支，涉及醫療專業人員的特權及責任以及病患權利。醫療法不應該與法醫學混淆，法醫學是醫學的一個分支，而不是法律的一個分支。
醫療法的主要分支是侵權行為（最明顯的是醫療事故）與醫療實踐及治療有關的刑法。 倫理學及醫療實踐是一個正在發展中的領域。

## 歷史
有記錄的第一部醫療法是漢摩拉比法典，法典曰：“如果醫生用手術刀切開一個大傷口，並殺他，......醫生的雙手將被切斷。”

## 著名案件
- 索瑞爾訴IMS醫療保健公司案（英语：Sorrell v. IMS Health Inc.）
- 蒙哥馬利訴拉納克郡健康委員會案（英语：Montgomery v Lanarkshire Health Board） [2015] UKSC 11 https://web.archive.org/web/20180512202252/https://www.supremecourt.uk/decided-cases/docs/UKSC_2013_0136_Judgment.pdf

## 延伸閱讀
- Annas, G. J. . New England Journal of Medicine. 2012, 367 (5): 445–450. PMID 22853015. doi:10.1056/NEJMra1108646.

## 外部連結
- 维基共享资源上的相關多媒體資源：醫療法